# Ahvenisto Race Circuit

Bankarta.

Ahvenisto Race Circuit är en racerbana i Tavastehus, Finland.

## Banbeskrivning
Banan är Finlands äldsta och är kombinerad med rallycrossbana, och är den mest kontroversiella i sitt slag. Mycket på grund av att den anses som Finlands, och kanske en av Nordens mest svårkörda och utmanande banor.
Många anser den mycket utmanande med sina kraftiga lutningar, kuperingar och icke existerande avåkningzoner. Banan hotas av nedläggning på grund av att banan är belägen nästan mitt i ett bostadsområde. Nedläggningen bemöts med protester också, eftersom banan är i ett slag för sig, liknande banor byggs inte idag, med extrema lutningar och kraftiga, plötsliga höjdskillnader där körningen "på gränsen" får en helt ny innebörd för föraren som kör där första gången.
Ett av de kända partierna runt banan är när förarna rundar en vattendamm utan räcken runt, strax efter en kraftig nedförsbacke. Detta i sin tur leder till att man kör under föregående nedförsbacke i en kort tunnelsektion.  

## Externa länkar

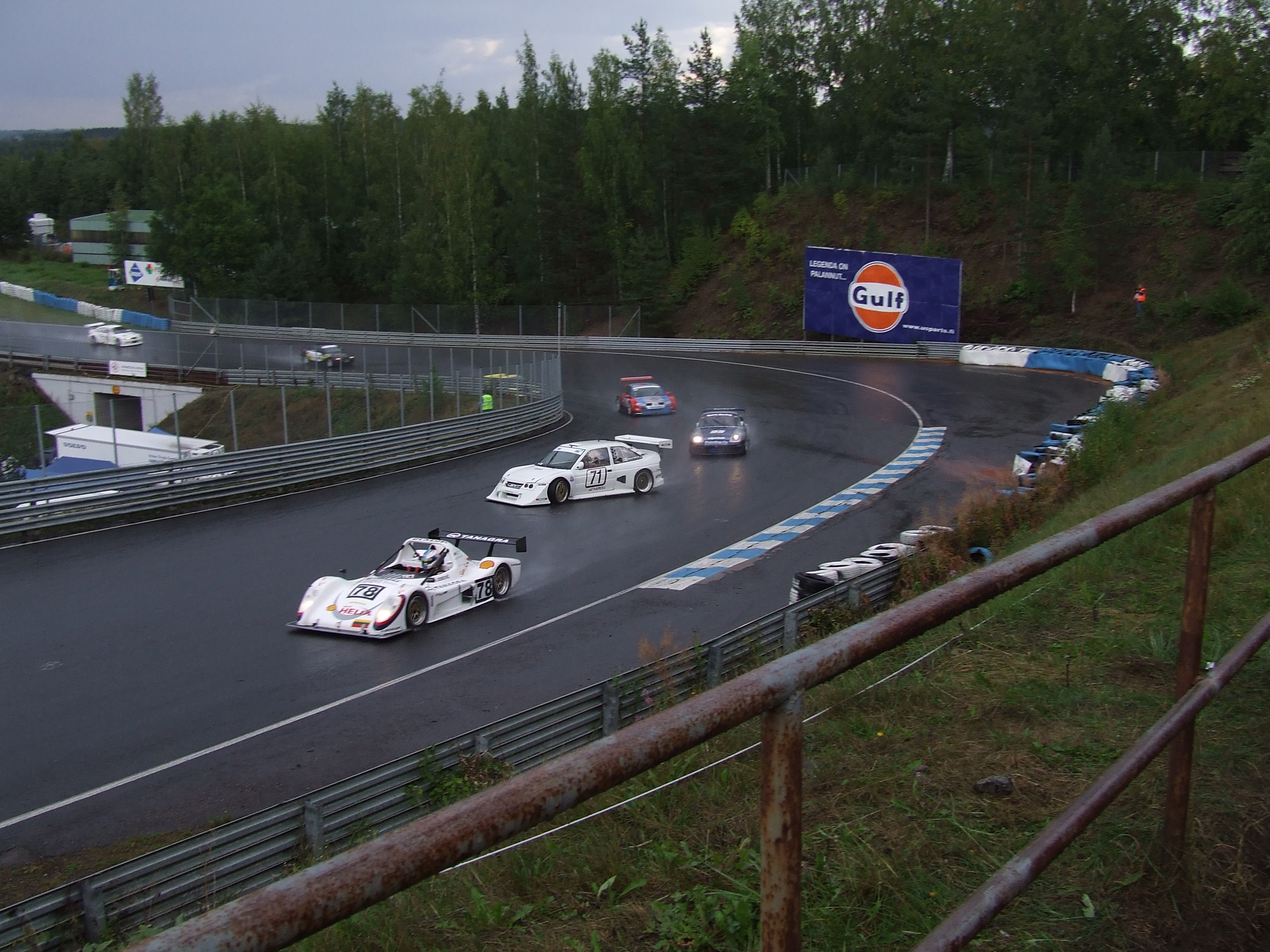
Första kurvan.